# Nicholaas Verreyne
Nicolaas Christiaan Verreyne (ur. 4 grudnia 1992) – australijski zapaśnik walczący w obu stylach. Dwukrotny wicemistrz Oceanii w 2016. Siódmy na igrzyskach Wspólnoty Narodów w 2018 roku.